# Veld
Veld (ofta stavat veldt) är en typ av vidöppna landsbygdsområden i södra Afrika. Ordet ’’veld’’ kommer från ordet för fält i Afrikaans, och det används speciellt för att benämna vissa plana områden som täcks av gräs eller låga buskar, framför allt i Sydafrika, Zimbabwe, Botswana och Namibia. En viss subtropiskt skogbeväxt ekoregion i södra Afrika har officiellt definieras som ’’Bushveld’’ av WWF. 
Bränder är vanliga i området och kan ställa till med stora problem.